# Зергер
Зерге́р (Заргер; кирг. Зергер, Заргар) — река в Узгенском районе Ошской области Кыргызстана. Правый приток нижнего течения Яссы (Джазы).
Длина реки составляет 56 км или, по другим данным, 54 км (от слияния с Турпе-Суу — 33 км). Площадь водосборного бассейна — 365 км² или, по другим данным, 216 км²; средняя высота бассейна — 2020 м. Среднегодовой расход воды — 2,92 м³/с.
Начинается на склонах Кокдонтау (Кулданбес) как Тоо-Камсо (Туякамов) и течёт на юг, вскоре поворачивая на юго-запад, меняет название на Талды-Суу (Талдысу, Актал) до слияния с Турпе-Суу. Устье Зергера находится в 20 км по правому берегу Яссы напротив села Озгерюш. Питается в основном за счет снега, атмосферных осадков и родниковых вод.